# أندرو لامبرت
أندرو لامبرت (بالإنجليزية: Andrew Lambert)‏ هو مؤرخ عسكري ومؤلف بريطاني، ولد في 31 ديسمبر 1956 في نورفك في المملكة المتحدة.